# Ruuhijärvi (sjö i Södra Österbotten)
Ruuhijärvi är en sjö i Finland. Den ligger i kommunen Evijärvi i landskapet Södra Österbotten, i den centrala delen av landet, 400 km norr om huvudstaden Helsingfors. Ruuhijärvi ligger 76 meter över havet. I omgivningarna runt Ruuhijärvi växer i huvudsak blandskog. Arean är 47,6 hektar och strandlinjen är 4,42 kilometer lång. Sjön  ingår i Purmo å huvudavrinningsområde. 